# Kloster Pérignac
Das Kloster Pérignac (auch „Peyrignac“ und „Payriniacum“) ist eine ehemalige Zisterzienserabtei in der Gemeinde Montpezat im Département Lot-et-Garonne, Region Nouvelle-Aquitaine, in Frankreich. Sie lag rund 25 km nördlich von Agen und rund 10 km nordöstlich von Prayssas am Bach Bausse (auch „Beausse“ geschrieben).

## Geschichte
Das Kloster wurde von Frandrine de Clairac, der Witwe von Arnaud de Montpezat, gestiftet und 1151 durch Filiation durch Mönche des Klosters Bonnefont besiedelt. Die Abtei litt im Albigenserkrieg und im Hundertjährigen Krieg zwischen Frankreich und England, wohl auch unter den Hochwässern der Bausse. Zu Beginn des 16. Jahrhunderts waren die Gebäude teilweise verfallen, in den folgenden Jahrhunderten erfuhr die Abtei jedoch eine neue Blüte.
Die Abtei besaß am Ufer des Flusses Lot eine Grangie, die später zum Schloss ausgebaut wurde und deshalb später als „Granges-le-Château“ (Schloss Granges) bezeichnet wurde.
Im Zuge der Französischen Revolution wurde das Kloster 1791 aufgelöst.

## Bauten und Anlage
Die erhaltenen Mauerreste gehörten wohl zum Südteil des Querhauses der Abteikirche. Klausur und Kreuzgang sind vollständig verschwunden.